# Artëm Žoga
Artëm Vladimirovič Žoga, noto anche col nome di battaglia: “Kolyma” (in russo Артём Владимирович Жога?; sovente trascritto all’inglese anche come Artyom Zhoga; Širokij, 18 gennaio 1975), è un militare e politico russo nativo dell’Ucraina, tra i più noti secessionisti e nazionalisti russofoni del Donbass, già capo di stato maggiore e, dopo l’uccisione del figlio, comandante del famigerato Battaglione "Sparta" (unità accusata di crimini di guerra quali l’esecuzione di prigionieri ucraini).

## Biografia
Titolare di diversi punti vendita di prodotti ittici e di un negozio al mercato del pesce di Donec'k, nel quale lavorava assieme al figlio Volodja, entrambi decisero di aderire alla causa secessionista il 12 aprile 2014, quando, durante le manifestazioni in città, l'SBU sventò l'assalto all'ufficio del procuratore generale e della locale sede distaccata del 	
Ministero degli affari interni posto in essere da un gruppo di uomini favorevoli a Mosca.
Dopo l’attentato che nell’ottobre 2016 portò alla morte di Arsen “Motorola” Pavlov, al comando del Battaglione "Sparta" (considerata una delle più efficienti milizie secessioniste) gli succedette il figlio Vladimir, detto “Vocha”, ucciso il 5 marzo 2022 in un combattimento contro il 15º Battaglione d'assalto da montagna ucraino per l’occupazione di Volnovacha, nell’ambito dell’invasione russa dell'Ucraina.
Artëm Žoga è salito alla ribalta delle cronache per la sua partecipazione alla grande manifestazione pubblica presso lo Stadio Lužniki di Mosca, dove ha tenuto un discorso patriottico per le celebrazioni dell’8º anniversario dell’annessione della Crimea alla Russia, tenutasi il 18 marzo 2022 e che ha visto la prima uscita pubblica del presidente russo Vladimir Putin dall’inizio dell’invasione dell'Ucraina.
Il 9 maggio 2022, in occasione della Giornata della Vittoria, il presidente Vladimir Putin ha incontrato Žoga a Mosca nel proprio studio al Senato del Cremlino consegnandogli l’onorificenza di Eroe della Federazione Russa alla memoria del figlio.
Il 30 settembre 2022, Žoga ha presenziato in prima fila, al Salone di San Giorgio del Cremlino, alla cerimonia della firma di Vladimir Putin e dei rappresentanti locali con la quale è stata formalizzata l'annessione di Donec'k, Luhans'k, Zaporižžja e Cherson (Ucraina orientale e meridionale) alla Russia.
Alle elezioni dell'8-10 settembre 2023 tenutesi nei territori dell'Ucraina occupata dalla Russia, Žoga è stato eletto deputato del Consiglio del Popolo della Repubblica Popolare di Doneck per il partito Russia Unita.
Il 2 ottobre 2024 Vladimir Putin lo nomina rappresentante presidenziale per il Circondario federale degli Urali.

## Promozioni
- Tenente colonnello dal 18/09/2018[22] al 30/09/2022
- Colonnello dal 30/09/2022[23]